# Armement (marine)

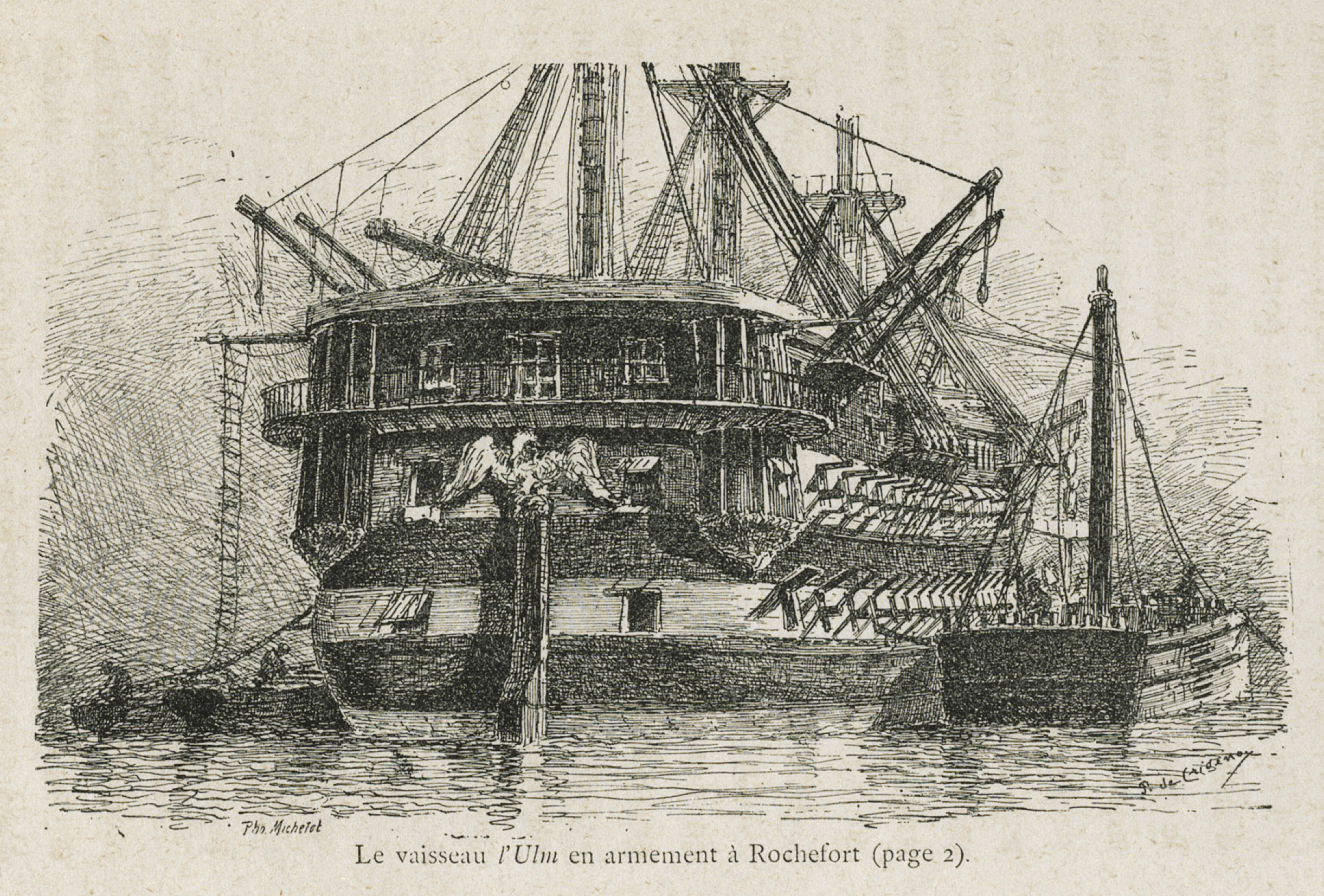
Le vaisseau lUlm en armement à Rochefort, XIXe siècle.

Pour les articles homonymes, voir Armement.
L'armement dans la terminologie maritime désigne l'action d'équiper un navire et de le mettre en état d'
appareiller (se préparer à prendre le large),. Il ne faut pas confondre ce terme avec un autre « armement» qui comprend les moyens de combats (l'artillerie) dont sont équipés les navires de guerre (canons, torpilles, missiles... )

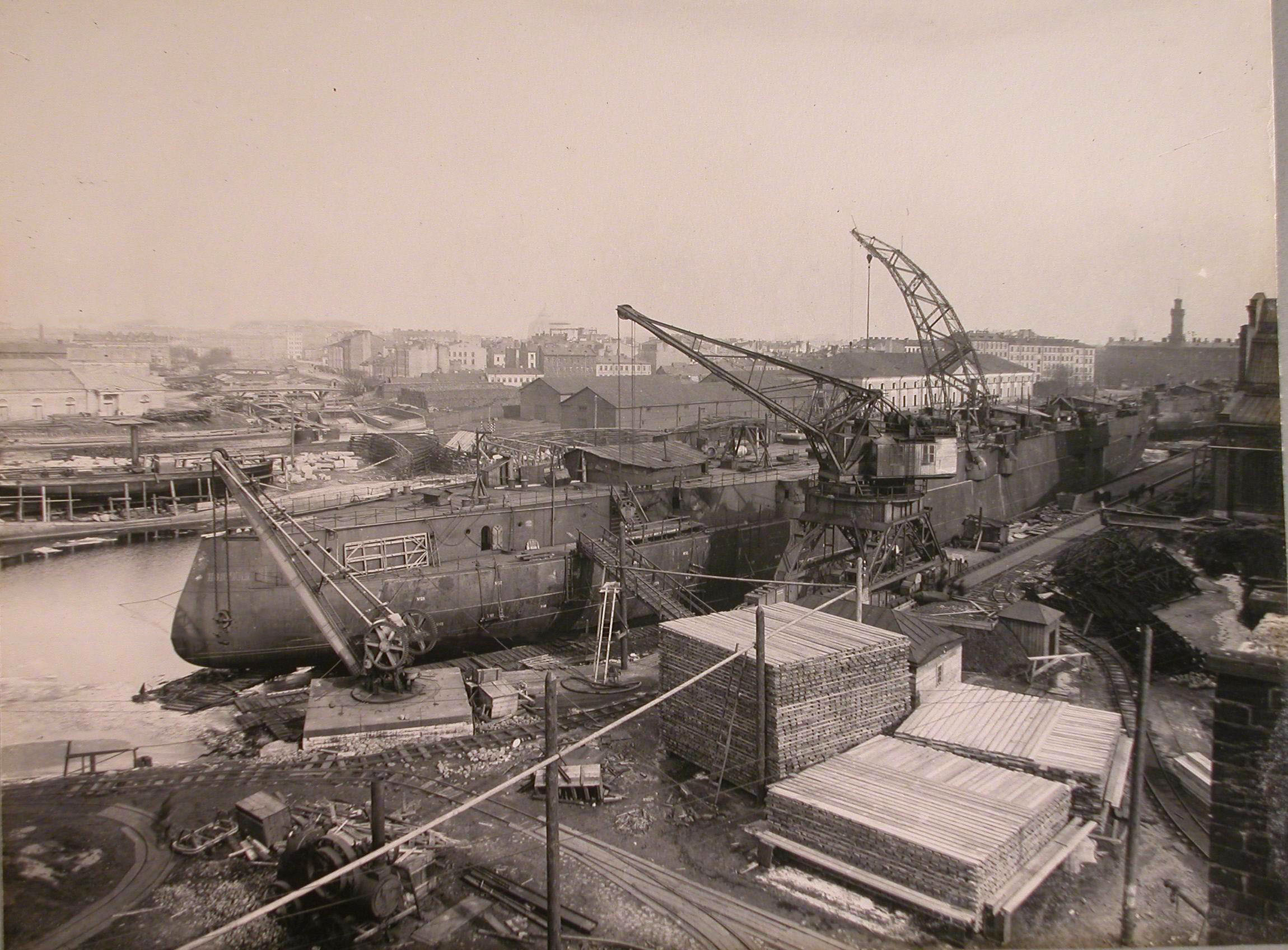
Armement en 1912 du cuirassé russe Poltava aux chantier naval de l'Amirauté, Saint Pétersbourg, Russie

## Description
Un navire est réputé "armé" quand son équipage est embarqué et inscrit sur le rôle d'équipage. Dans la pratique un navire marchand est déclaré "armé" lorsque son armateur reçoit de l'autorité administrative de son quartier maritime l'autorisation officielle d'exercer une activité commerciale. Ce formulaire administratif précise l'affectation du bateau : par exemple grande pêche, cabotage, navigation au long cours, etc.. et son port d'attache, lequel peut être différent du port d'armement, ce dernier étant un port où le bateau bénéficie d'une autorisation de séjour renouvelée annuellement et accordée en fonction de considérations à dominante commerciale.
« L'armement d'un bâtiment consiste à le munir de tout ce qui est nécessaire à son genre de navigation; ce terme désigne aussi la totalité des objets dont un navire est muni. Ces objets sont inscrits sur les "feuilles d'armement". ».
Un navire est désarmé quand l'équipage est débarqué et le rôle déposé aux affaires maritimes. Le rôle d'un navire relate tous les atterrissages (escales) du bateau et porte le visa de chaque port fréquenté.

### Dictionnaires
- Parîs Bonnefoux et De Bonnefoux, Dictionnaire de la marine à voile, Paris, EFR, 1987 (réédition d'un ouvrage du xixe siècle), 720 p. (ISBN 978-2-88212-010-6), p. 49-51.
- Wuillaumez (amiral), Dictionnaire de marine, 1831, réédition 2003, Le Chasse-marée, 579 pages, page 36,  (ISBN 978-2903708771).
- Dictionnaire d'Histoire maritime, t. 1, Paris, Robert Laffont, 2002, 720 p. (ISBN 978-2-221-08751-0), p. 104-109.